# 伊萨西奔龙属
伊萨西奔龙属（属名：Isasicursor，意为“伊萨西的奔跑者”）是阿根廷圣克鲁斯省乔里略组的一薄板类鸟脚亚目恐龙，模式种兼唯一种是圣克鲁斯伊萨西奔龙（Isasicursor santacrucensis）。其与同时期蜥脚类努鲁巨龙叙述于同一论文中。

## 发现与命名
1980年，地质学家弗朗西斯科·努鲁（Francisco E. Nullo）注意到阿根廷圣克鲁斯省森蒂内拉河以南埃斯坦西亚·阿尔塔·韦斯塔（Estancia Alta Vista）的山坡上发现了蜥脚类骨骼。他向当时著名的古生物学家何塞·波拿巴报告了这些发现。1981年，波拿巴挖出一块大型蜥脚类颈椎。在2019年1月13日至17日至3月14日至19日期间，对旧址进行了重新安置和新的挖掘，并在埃斯坦西亚·拉·安尼塔（Estancia La Anita）发现了一个新遗址。2000年，一个全新的动物群在一个面积为2,000平方（770平方英里）的地区被发现。蜥脚类动物的发现被命名为新属努鲁巨龙，但技术人员马塞洛·帕布罗·伊萨西（Marcelo Pablo Isasi）也发现了一种新的鸟脚类动物的骨骼，它们出现于一些沧龙科牙齿旁边。
2019年，模式种圣克鲁斯伊萨西奔龙（Isasicursor santacrucensis）由費爾南多·諾瓦斯、费德里科·利桑德罗·阿格诺林（Federico Lisandro Agnolin）、塞巴斯蒂安·罗萨迪拉（Sebastian Rozadilla）、亚历西克斯·摩罗·亚兰西亚加·罗兰多·费德里科·布里森·埃格里（Alexis Mauro Aranciaga-Rolando Federico Brisson-Egli）、马蒂亚斯·泽维尔·莫塔（Matias Javier Motta）、莫里西奥·塞罗尼（Mauricio Cerroni）、马丁·达里奥·艾兹库拉（Martin Dario Ezcurra）、奥古斯丁·吉列尔莫·马丁内利（Agustín Guillermo Martinelli）、朱莉亚·安格洛（Julia S D´Angelo）、格拉多·阿尔瓦雷兹·艾雷拉（Gerardo Alvarez-Herrera）、阿德里尔·罗伯托·亨蒂尔（Adriel Roberto Gentil）、塞尔吉奥·博根（Sergio Bogan）、尼古拉斯·罗伯托·奇门托（Nicolás Roberto Chimento）、乔尔迪·亚历克西斯·加西亚·马萨（Jordi Alexis García-Marsà）、加斯顿·洛·科克（Gastón Lo Coco）、塞尔吉奥·爱德华多·米奎尔（Sergio Eduardo Miquel）、法蒂玛·布里托（Fátima F. Brito）、埃泽奎尔·伊格纳西奥·维拉（Ezequiel Iganacio Vera）、瓦莱丽娅·苏珊娜·佩雷兹·洛伊纳泽（Valeria Susana Perez Loinaze）、玛丽埃拉·索莱达·费尔南德斯（Mariela Soledad Fernández）和莱昂纳多·萨尔加多（Leonardo Salgado）等人命名、叙述。大量的作者是因为这篇文章描述了整个动物群，每个专家都贡献了自己的力量。属名以化石发现者命名，并将其与拉丁语cursor（“奔跑者”）组合。种名指其来自圣克鲁斯省。
正模标本MPM 21525是在马斯特里赫特阶的上乔里略组中发现的，由左胫骨上侧组成。
来自同一地点的不同骨骼被指定为副模标本，分别是――MPM 21526，一块颈椎；MPM 21527：两个中椎骨；MPM 21528：一个骶骨，缺少第三骶椎；MPM 21529：30个不同个体的前、中、后椎骨；MPM 21530：右肩胛骨的底部；MPM 21531：左肱骨下端；MPM 21532：左耻骨；MPM 21533：一组幼龙骨骼，包括其右腿骨的上侧、三个左腿骨的上部、三个左腿骨下侧和腿骨的两个轴；MPM 21534：胫骨末端；MPM 21535：第二跖骨的末端；MPM 21536：第二跖骨下端和第三左跖骨；MPM 21537：第四跖骨末端；MPM 21538：幼龙的第四跖骨；MPM 21539L：第一脚趾的第一趾骨、第二脚趾的第一趾骨、第四脚趾的第二和第三趾骨；MPM 21540：六只脚爪；MPM 21541：幼龙的第二和第三趾。
这些发现至少代表了该属的四具个体，它们存在于一个5（16英尺）高、0.5（1.6英尺）厚的地层中。这些化石现为帕德雷·莫利纳省博物馆（Museo Regional Provincial Padre Molina）收藏的一部分。

## 叙述

### 尺寸与独特特征
叙述者能够辨认出五个特征，它们是自该物种的自衍征，即独特的衍生特征。骶骨向下弯曲。第一和第二骶椎通过小孔彼此连接。胫骨腓肠嵴增厚，高度向上增加。在胫骨的上表面，外后叶有一个向前的额外突出物。第二跖骨外侧有一个高度大于正常水平的关节囊。 

### 骨骼
颈椎侧面呈龙骨状且扁平。双凹形的椎骨没有特殊的细节。骶骨有六个骶椎，相当结实。球体向下弯曲――在薄板类中，这是一个例外。第一骶椎侧扩。第二骶椎有一个延伸成突出物的龙骨，与第一椎骨的卵形后突面锲合；它们的接触面通常是平的。第四椎骨的下侧有一个纵向槽，前部只有一个较低的嵴，正面为方形，背面为六边形。第五椎骨从底部看来具有与之相同的形态，前面呈椭圆形，后面呈长方形。第六椎骨也在第五椎骨上形成一个小孔。尾椎略有小孔，有长槽。横向嵴向后延伸，最终形成六边形横截面。
在肩胛骨中，肩关节上方的洞圆而浅，就像加斯帕里尼龙和特立尼龙一样。其前腿相对较长，但比后腿短，步态大概是可选的两足步态：在高速奔跑时，这只动物仅用后腿行走。事实上，前腿并不可用于强有力的运动，这一点从肱骨三角肌嵴的形态特征上可以清楚地看到――该嵴高度大大降低，外侧与很多用于附着肌腱的凹槽相交。肱骨向外弯曲。这两个特征都是薄板类的典型特征。 
耻骨显然没有触及坐骨闭孔突，这意味着其闭孔不是闭合的，而是向下开口的。
股骨顶部的大转子呈凸形，内侧有一个凹槽，与前面狭窄的小转子分开。下关节结节间的前沟不发育。内结节不向外加宽。胫骨关节面以上的腓肠嵴向上加宽，形成三角形轮廓。这个梳子也是加厚的，顶部呈圆形。侧嵴也很厚，前缘直。上表面三角形外叶的斜前向投影较为特殊。下外腿柱具有细长的顶部，该顶部在中心形成一个凸起；内柱不向前弯曲。在幼龙身上，所有这些特征在胫骨下部不太明显。 
第二跖骨顶部变平，从前到后变厚，这是薄板类的自衍征。然而，此种增厚作用仍然有限。第三跖骨最内侧的下关节隆起最大。第四跖骨非常强健，上外缘形成了一个锋利的嵴；此结构也出现在小头龙、莫罗龙和硬棘龙类身上。底面形成一个平行四边形，其后缘向内突出，但向外卷曲。脚趾骨结实而短，脚爪不呈蹄形，但是锋利，尽管它有一个平底。

## 种系发生学
伊萨西奔龙被置于薄板类，虽然没有精确的系统发育分析，所以其确切关系仍不清楚。如果这个位置是正确的，这种动物将是已知的最年轻的禽龙类，并且扩展了南半球的鸟脚类的种类。 

## 古生物学
伊萨西奔龙是一种食草动物。叙述者认为薄板类很可能与体型相对较大的鸭嘴龙超科生活在一起，两个群体属于不同的生态位，尽管在该地点没有发现鸭嘴龙类。努鲁巨龙的存在暗示着巨型蜥脚类的生态位划分。伊萨西奔龙可能被一个尚未命名的大盗龙科成员所猎杀，后者的骨骸也在遗址上被发现。
叙述者注意到，该恐龙的年轻个体和老年个体遗骸被一起发现，这是伊萨西奔龙成群生活的证据。 